# Paul Simon (Schauspieler)
Paul Simon (* 17. August 1991 in Meißen) ist ein deutscher Schauspieler.

## Leben
Paul Simon wurde 1991 in Meißen geboren und wuchs ab 1998 in Großostheim bei Aschaffenburg auf. Ab 2013 studierte er Schauspiel an der staatlichen Hochschule für Musik und Theater „Felix Mendelssohn Bartholdy“ Leipzig. Im Rahmen der Ausbildung in den Spielzeiten 2015/2016 bis 2016/2017 war er am Schauspielstudio des neuen theaters Halle als Schauspieler und teilweise auch als Musiker zu sehen. Für seine Rolle als „Hans“ in der Studioinszenierung „Frühlings Erwachen! (Live Fast – Die Young)“ wurde er beim Theatertreffen deutschsprachiger Schauspielstudierender 2016 in Bern mit dem Soloförderpreis für darstellerische Einzelleistung ausgezeichnet. Er war zudem Stipendiat der Studienstiftung des Deutschen Volkes. Ab der Spielzeit 2017/2018 war Paul Simon in seinem Erstengagement am Hessischen Staatstheater Wiesbaden tätig.  Seit der Spielzeit 2024/2025 ist er festes Ensemblemitglied des Nationaltheaters Mannheim.

## Filmografie
- 2012: Polizeiruf 110: Der Tod macht Engel aus uns allen
- 2015: Tödliche Grenze
- 2017: SOKO Leipzig – Der kleine Zeuge
- 2018: Der Staatsanwalt – Liebe und Gier
- 2020: EXODUS
- 2023: Tatort: Murot und das Paradies

## Bühnenrollen
Rollen am neuen theater Halle
- 2015: als Michael Krüger in Bornholmer Straße, Regie: Jörg Steinberg
- 2015: als Universalmensch in Mein ziemlich seltsamer Freund Walther, Regie: Katharina Brankatschk
- 2016: als Hans in Frühlings Erwachen! (LIVE FAST – DIE YOUNG), Regie: Nick Hartnagel
- 2016: als Julian Engelmann in Djihad Paradise, Regie: Ronny Jakubaschk
- 2016: als Peter Schiff in ANNE, Regie: Katharina Brankatschk
- 2017: als Alexander in Vincent will Meer, Regie: Katharina Brankatschk

Rollen am Hessischen Staatstheater Wiesbaden
- 2017: als Mann in Es begab sich aber zu der Zeit, Regie: Thomas Jonigk
- 2017: als Awroz in Wir werden unter Regen warten, Regie: Ihsan Othmann
- 2017: als Benjamin Mandelstam in Aus dem bürgerlichen Heldenleben, Regie: Carolin Wirth
- 2018: als Sicinius/Cassius/Oktavius in Römische Trilogie, Regie: Beka Savic
- 2018: als Frau Muskat/Erster Detektiv/Stadthauptmann in Liliom, Regie: Thomas Jonigk
- 2018: als Konstantin Treplew in Die Möwe, Regie: Ingo Kerkhof
- 2018: als Hämon in Antigone, Regie: Manfred Karge
- 2018: als Henry VI/Catesby/Prinz von Wales in Richard III., Regie: Ingo Kerkhof
- 2018: als Cleante in Der eingebildete Kranke, Regie: Evgeny Titov
- 2018: als Knuzius in Der fröhliche Weinberg, Regie: Henriette Hörnigk
- 2019: als Josh Levan in Der Club, Regie: Philipp M. Krenn
- 2019: als Wolfgang Grams in Verlorene Kämpfer, Regie: Clemens Bechtel
- 2019: als Tyll in Tyll, Regie: Tilo Nest (nominiert für den Deutschen Theaterpreis Der Faust 2020)
- 2019: als Schreiber Licht in Der zerbrochne Krug, Regie: Uwe Eric Laufenberg
- 2019: als Lenny Martin in Das Feld, Regie: Marie Schwesinger
- 2020: als Robert F. in Casino – Ein Political, Regie: Clemens Bechtel
- 2020: als Semjon in Wassa Schelesnowa, Regie: Evgeny Titov
- 2020: als Michail Alexandrowitsch Bakunin in Die Küste Utopias: I. Aufbruch, Regie: Henriette Hörnigk
- 2020: als Edgar in König Lear, Regie: Uwe Eric Laufenberg
- 2021: als Michail Alexandrowitsch Bakunin in Die Küste Utopias: II. Schiffbruch, Regie: Henriette Hörnigk
- 2021: als Michail Alexandrowitsch Bakunin in Die Küste Utopias: III. Bergung, Regie: Henriette Hörnigk
- 2021: als Tambourmajor/Andres in Woyzeck, Regie: Marlene Anna Schäfer
- 2021: als Prokurist/Luke in Wuhan – Die Verwandlung, Regie: Clemens Bechtel
- 2022: als Moritz Holl/Bell in Corpus Delicti, Regie: Daniel Kunze
- 2022: als Bernard Marx in Schöne neue Welt, Regie: Malte Kreuzfeldt
- 2022: als Andrej Sergejewitsch Prosorow in Drei Schwestern, Regie: Uwe Eric Laufenberg
- 2022: als Paul in What dreams are made of, Regie: Florian Mahlberg
- 2022: als Lysander in Ein Sommernachtstraum, Regie: Tilo Nest
- 2022: als Arnold Kramer in Michael Kramer, Regie: Ingo Kerkhof
- 2023: als Jasper in Digitales Feuer, Regie: Christoph Kohlbacher
- 2023: als Valère in Tartuffe, Regie: Uwe Eric Laufenberg
- 2023: als Stanley in Endstation Sehnsucht, Regie: Mirja Biel
- 2023: als Trinculo in Der Sturm, Regie: Uwe Eric Laufenberg
- 2024: als Jascha in Der Kirschgarten, Regie: Evgeny Titov
- 2024: als Martin-Renaud/Brian/Dr.Martial, Regie: Bernd Mottl

Rollen im Walhalla im Exil
- 2018: als Hamlet in Die Hamletmaschine, Regie: Exil Kollektiv
- 2019: als Dj Stalingrad in Exodus, Regie: Exil Kollektiv

Rollen am Nationaltheater Mannheim
- 2024: als Josef Schwarz in Die Nacht von Lissabon, Regie: Maxim Didenko
- 2024: als Ortlieb in Der Revisor, Regie: FX Mayr
- 2025: als Richard Enfield in Der seltsame Fall von Dr. Jekyll & Mr. Hyde, Regie: Johanna Wehner
- 2025: als Ismail Lani/Mateusz in Die Erweiterung, Regie: Anna Frick
- 2025: als Ruprecht in Der zerbrochne Krug, Regie: Anna Frick[3]

## Auszeichnungen
- 2016: Soloförderpreis beim 27. Theatertreffen deutschsprachiger Schauspielstudierender in Bern für seine Rolle als Hans in der Studioinszenierung „Frühlings Erwachen! (LIVE FAST – DIE YOUNG)“[4]
- 2021: Bester Nachwuchsschauspieler beim 2. Baghdad International Theater Festival 2021 für die Titelrolle in „Tyll“[5]